# 시드니 올림픽 공원

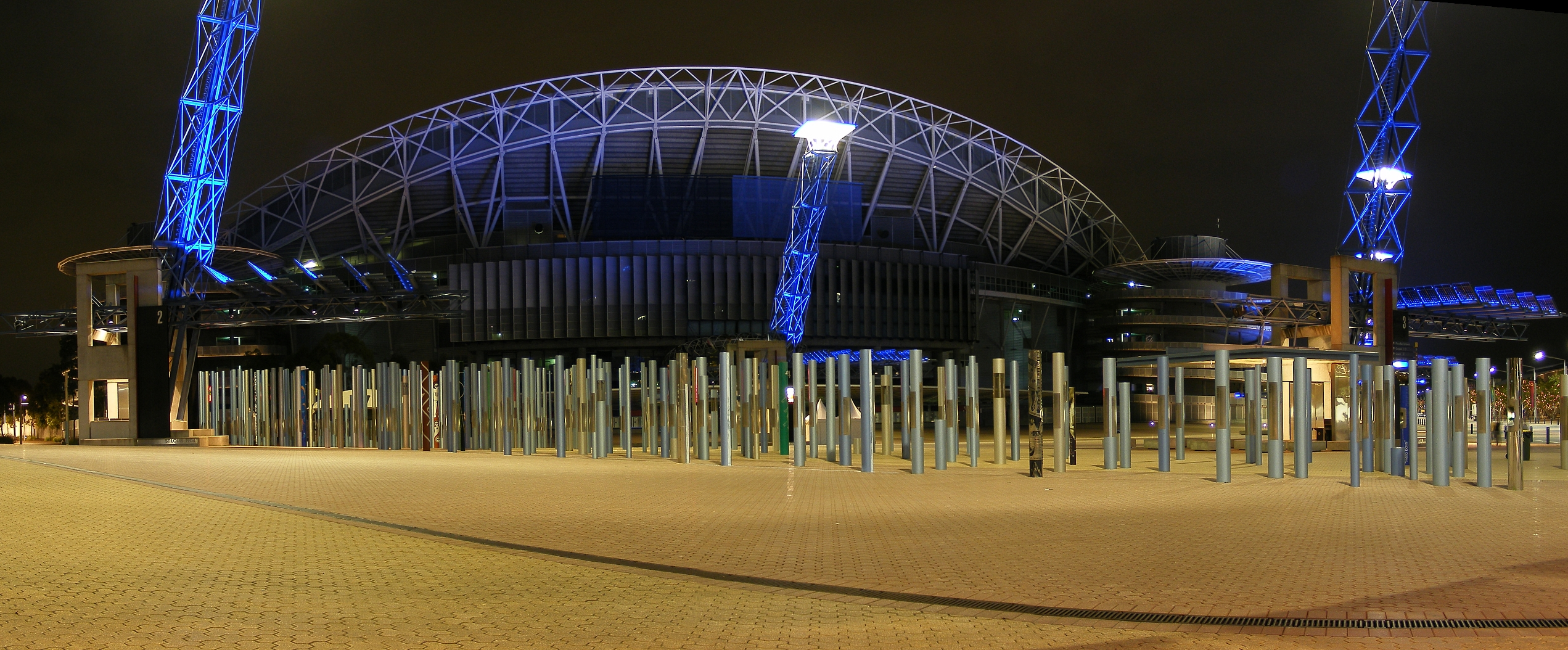
시드니 올림픽 경기장

시드니 올림픽 공원(영어: Sydney Olympic Park)은 오스트레일리아 뉴사우스웨일스주 시드니 홈부쉬 지역에 640 헥타르 면적으로 조성된 스포츠 공원으로 2000년 시드니 올림픽의 개최를 위해 조성된 공간이다. 시드니 올림픽 이후에도 스포츠 경기나 시드니 로열 이스터 쇼, 시드니 페스티벌, 빅 데이 아웃과 같은 문화 행사가 열리고 있다. 시드니 도시 철도의 올림픽 공원 선이 연결되어 있으며 올림픽 공원 역이 위치하고 있다. 또한 시드니 하버에서 페리를 이용하여 이 지역에 접근할 수 있다.
시드니 올림픽 공원은 시드니 올림픽 공원 위원회에 의해서 운영된다. 이 지역은 본래 홈부쉬 만 지역의 재개발 지역으로 지정되어 있었으나, 시드니 올림픽 유치를 위해 올림픽 공원 조성을 위한 계획으로 마스터 플랜을 바꾸었다.

## 역사

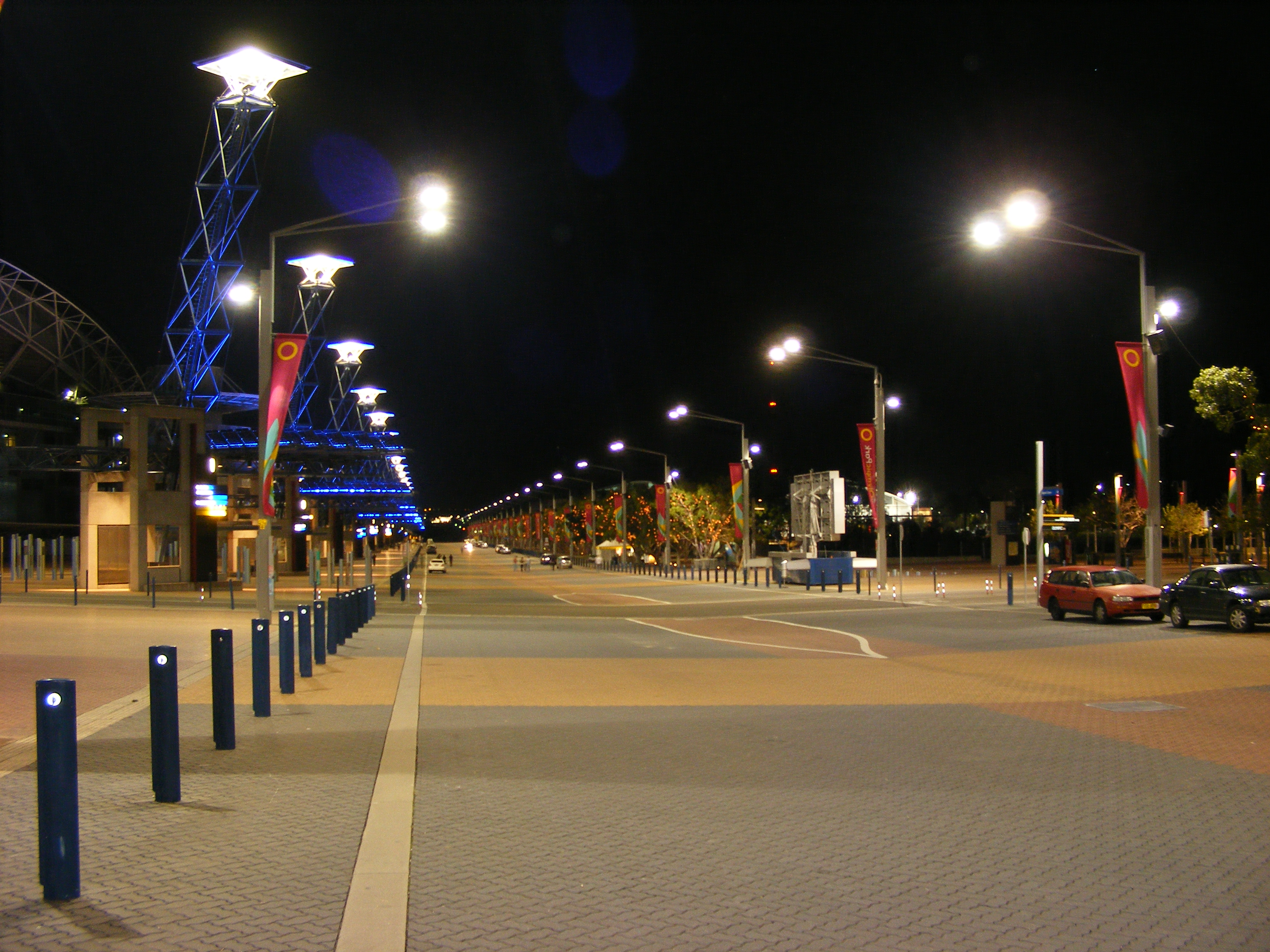
올림픽 공원 (서부)

이 지역은 영국 함대가 도착하기 전, 오스트레일리아 원주민 어보리진의 왕갈족이 거주하던 곳이었다. 1788년 첫 이주민들에 의해 이 지역은 "The Flats"로 명명되었으며, 1807년 존 블랙스랜드에 의해 뉴윙턴 지구의 일부로 편입되었다. 19세기 후반 오스트레일리아 정부는 이 지역의 일부를 나이 든 여성들의 주거를 위한 공간으로 매입하였으며, 과거 늪과 강이었던 대부분의 지역은 쓰레기 매립을 위한 공간으로 사용되었다.
1980년대 중반, 이 지역에 오스트레일리아 센터라는 기술 공원을 조성하여 BASF, 필립스 전자, 산요 등의 기업이 투자하는 것으로 계획되었으나 시드니 올림픽을 위한 공간 조성을 위해 기술 공원을 에베라이 지역에 조성하는 것으로 조정되었다.
2007년 9월에는 커먼웰스 은행이 이 지역으로 사무실을 옮겼고, 2008년 중반에는 풀먼 호텔과 Formule 1 호텔이 완공될 예정이다.

## 행사
스타디움 오스트레일리아에서 열리는 시드니 로열 이스터 쇼, 럭비 리그, 오지 풋볼, 육상 및 수영경기 외에도 연간 1,800개 이상의 행사가 벌어진다.
몇몇 공간은 2000년 시드니 하계 올림픽 당시와 다른 명칭으로 바뀌거나 다른 용도로 사용되고 있는데 대표적으로 야구 경기장은 시드니 쇼 그라운드로 명칭과 용도가 바뀌었으며, 시드니 수퍼 돔은 에이서 아레나로, 스타디움 오스트레일리아는 텔스트라 스타디움이라는 명칭이 사용되었으나, 최근에는 ANZ 스타디움으로 그 명칭이 바뀌었다.

## 관리
- 최초 ~ 1995년 (프레 올림픽 사이트) - Homebush Bay Development Corporation
- 1995년 ~ 2001년 - Olympic Co-Ordination Authority
- 2001년 ~ 현재 - Sydney Olympic Park Authority

## 시설

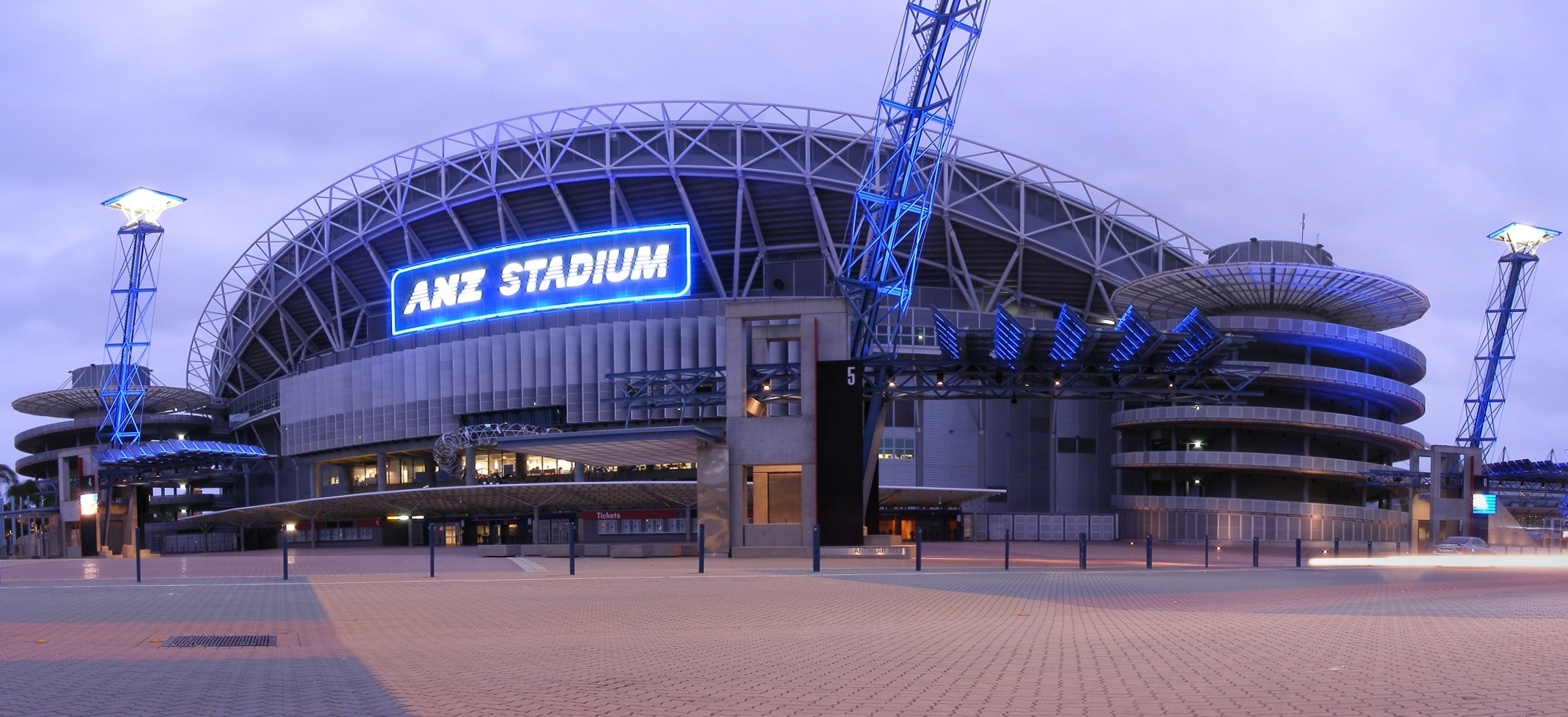
시드니 올림픽 경기장

### 2000년 시드니 올림픽 시설
- 스타디움 오스트레일리아 - 올림픽 당시에는 11만 명 수용이 가능하였으나 현재는 83,500명 수용 가능
- 에이서 아레나 (시드니 슈퍼돔) - 콘서트 21,000명, 농구 경기 18,000명, 체조 경기 15,000명 수용 가능
- 시드니 쇼 그라운드 - 시드니 로열 이스터 쇼가 열림
- 시드니 올림픽 공원 육상 경기장
- 시드니 올림픽 공원 수영장
- 시드니 올림픽 공원 테니스 경기장 - 17,500명 수용
- 시드니 올림픽 공원 하키 경기장 - 16,200명 수용
- 시드니 올림픽 공원 양궁 경기장 - 4,500명 수용
- 시드니 올림픽 공원 스포츠 센터 - 5,000명 수용

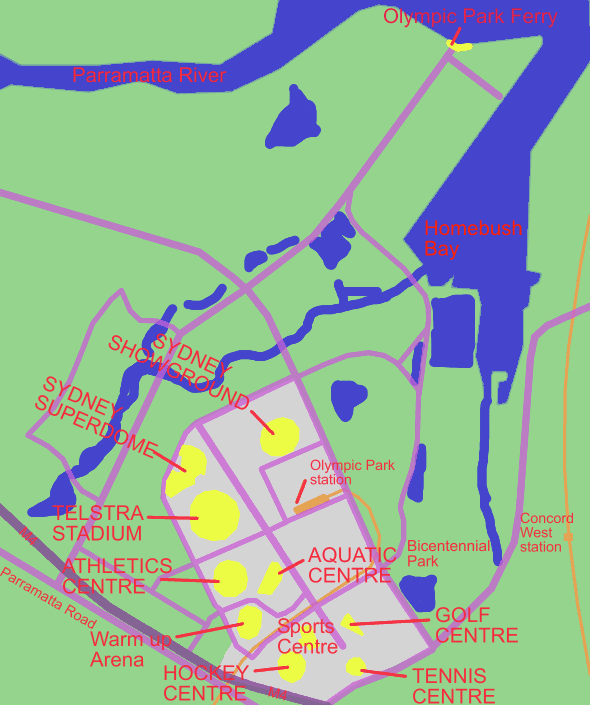
올림픽 공원 지도

- 시드니 올림픽 공원 스포츠 홀

### 비 올림픽 시설
- 시드니 올림픽 공원 골프 센터
- 시드니 올림픽 공원 마운틴 X - 산악 자전거
- 몬스터 스케이트 공원
- 아머리 갤러리
- 아머리 극장

### 숙박 시설
- 시드니 올림픽 공원 노보텔
- 시드니 올림픽 공원 아이비스 호텔
- 시드니 올림픽 공원 롯지 - 뉴윙턴 아머리
- 옛 올림픽 선수촌 - 시드니 뉴윙턴 지역

### 교통
- 올림픽 공원 기차역
- 시드니 올림픽 공원 페리 선착장

### 공원
- 바이센테니얼 파크 - 오스트레일리아 개척 200주년 기념 공원
- 웬트워스 커먼
- 양궁 공원
- 블랙스랜드 리버사이드 공원
- 브릭핏

## 사진

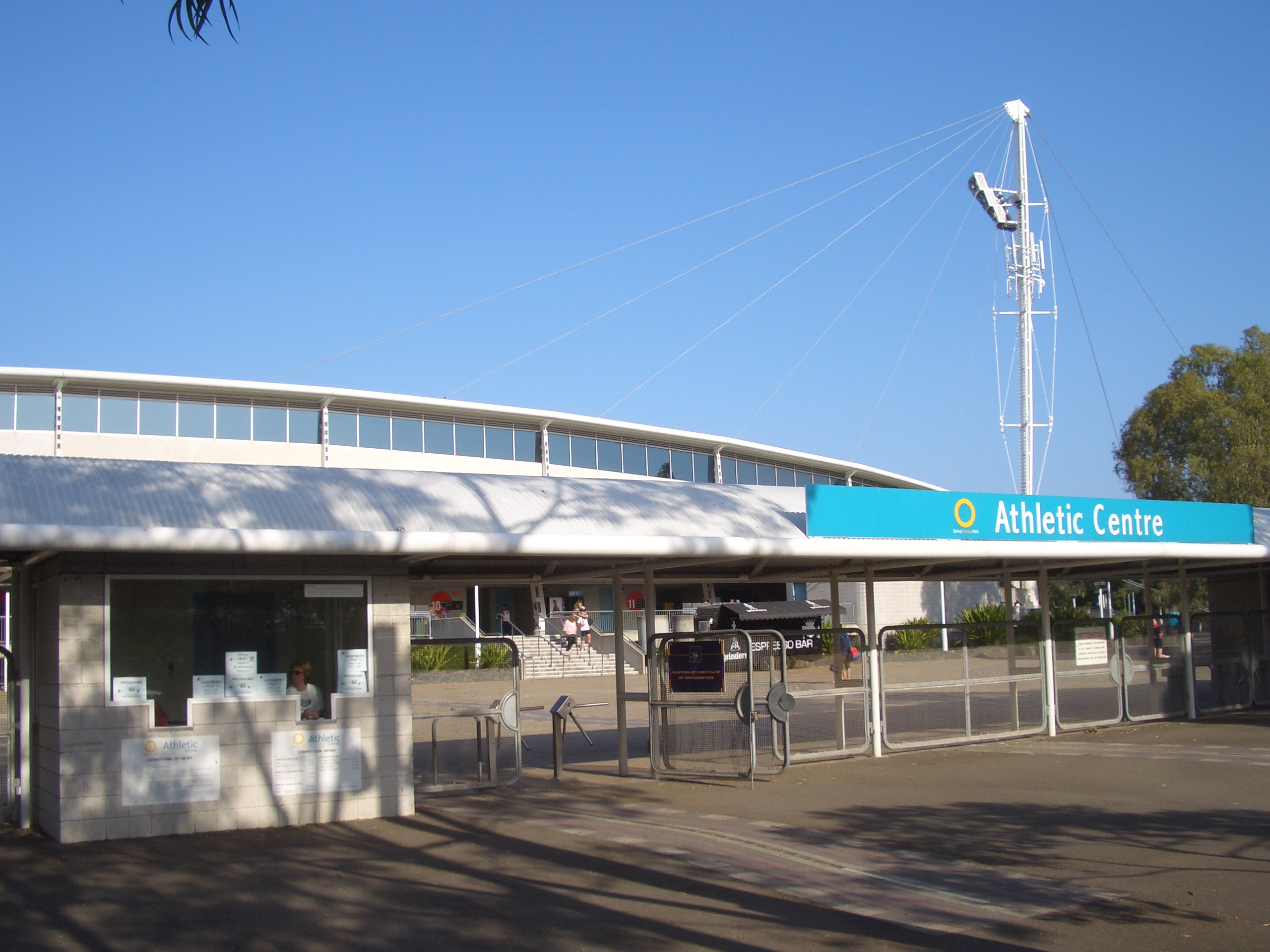
육상 경기장
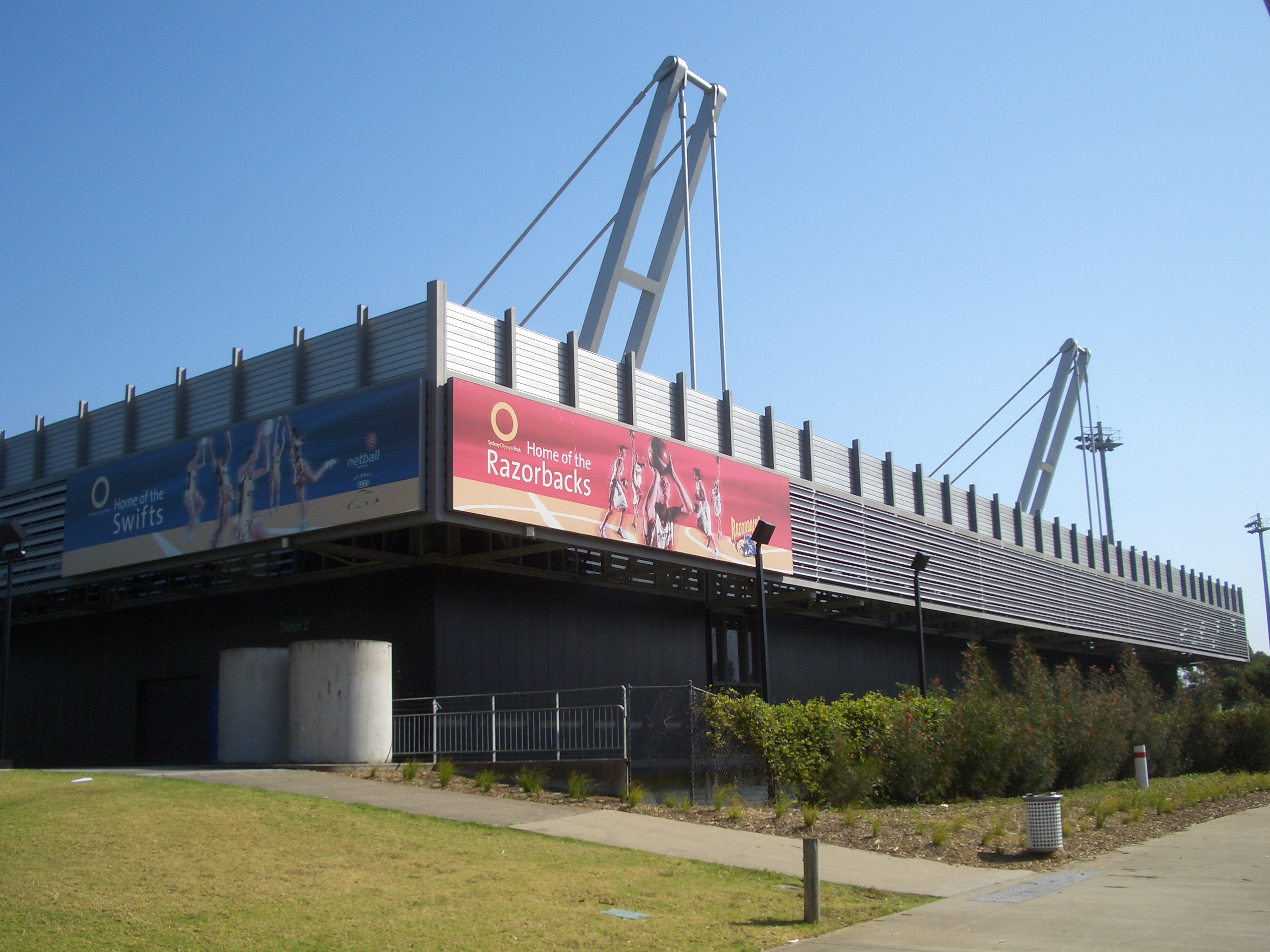
농구 경기장
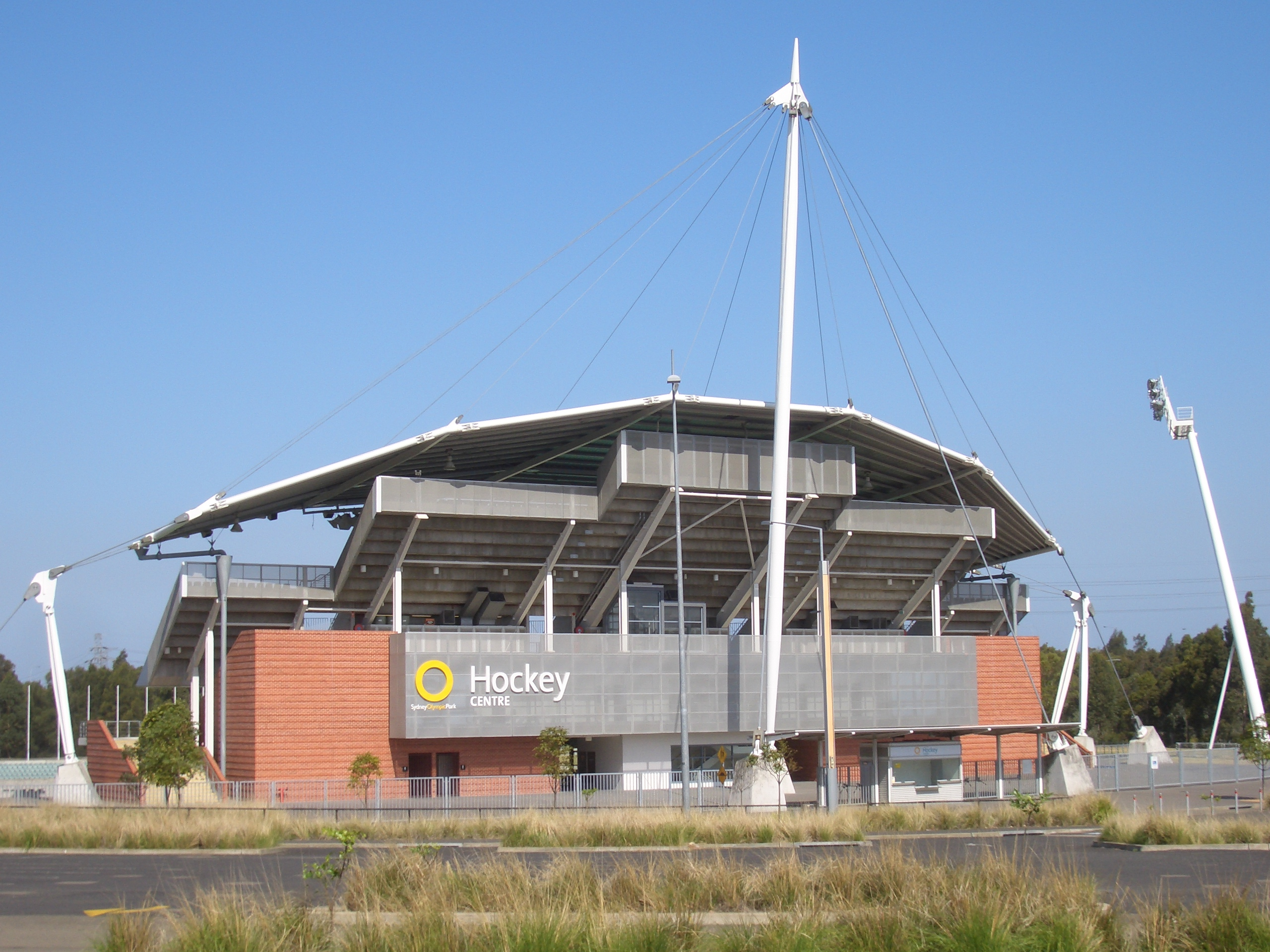
하키 경기장
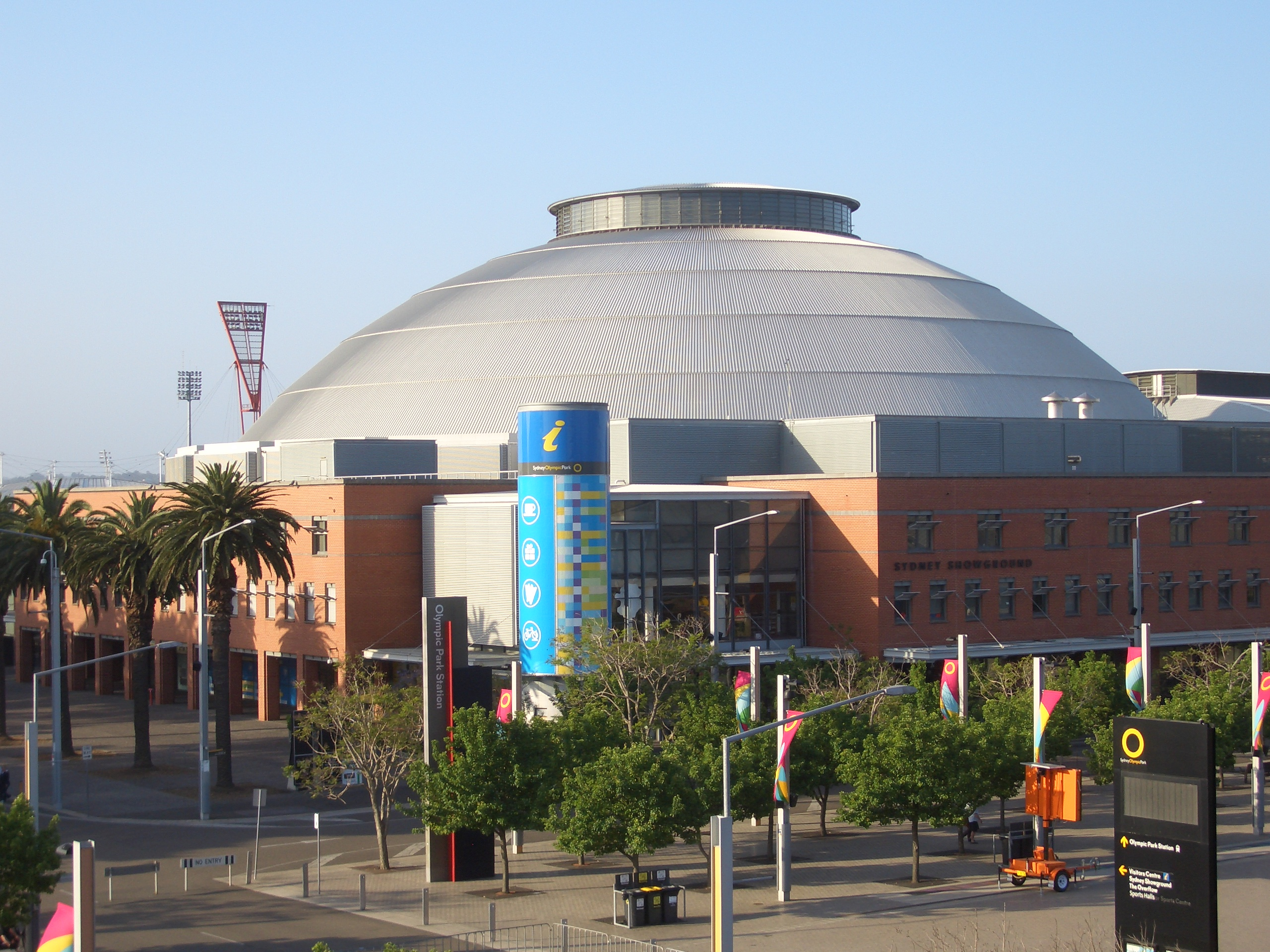
쇼그라운드 홀
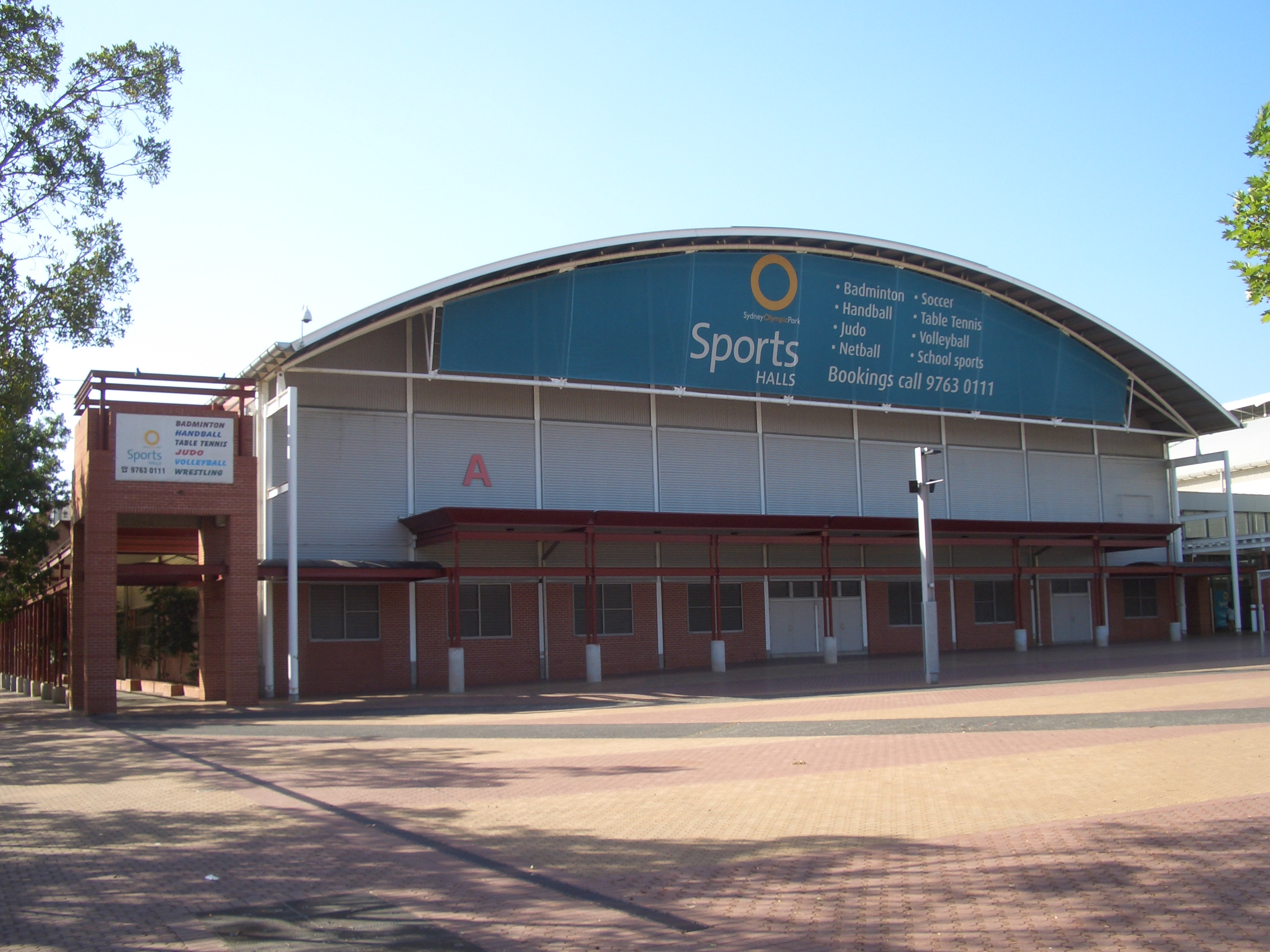
스포츠 홀
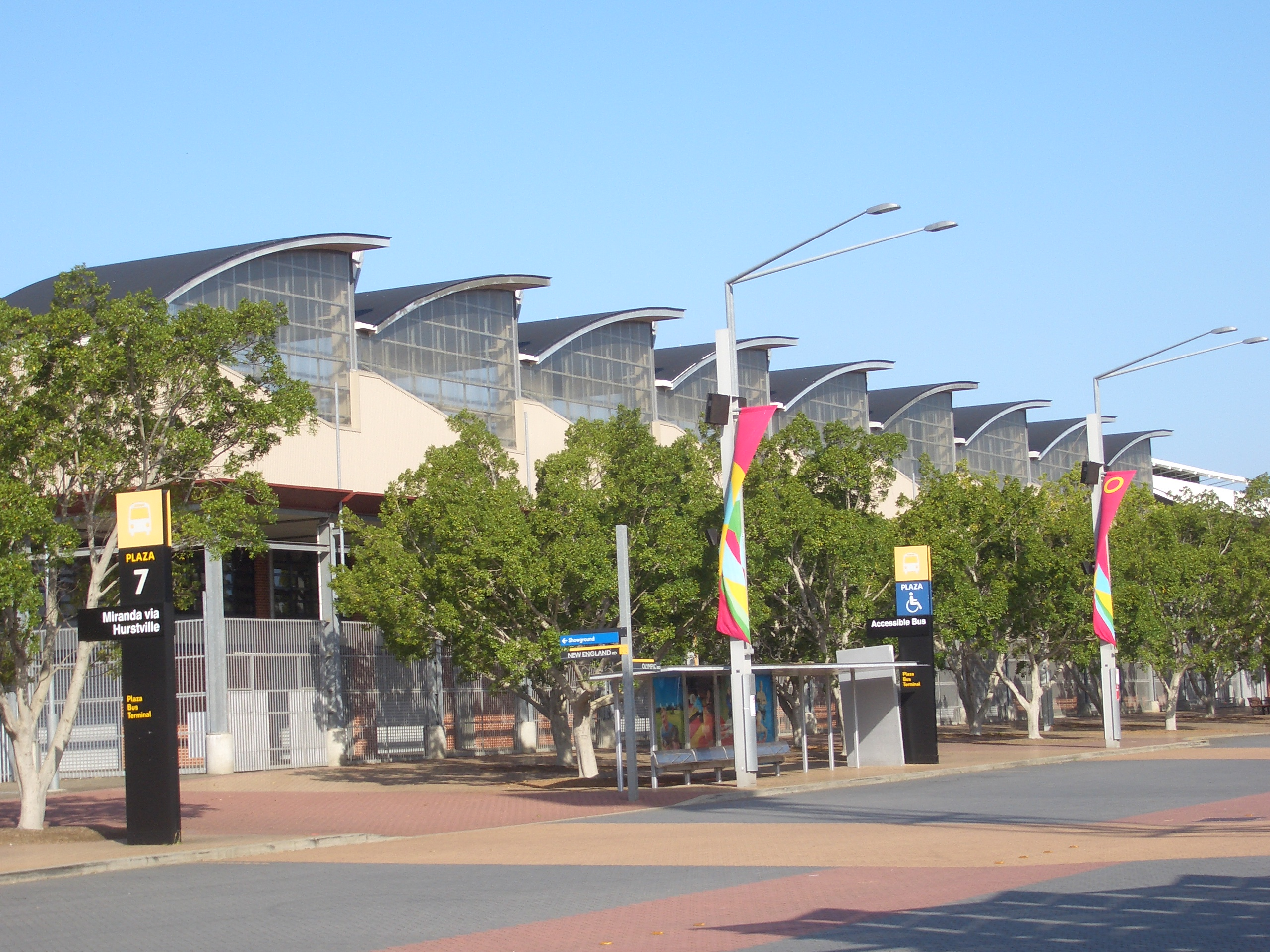
스포츠 홀
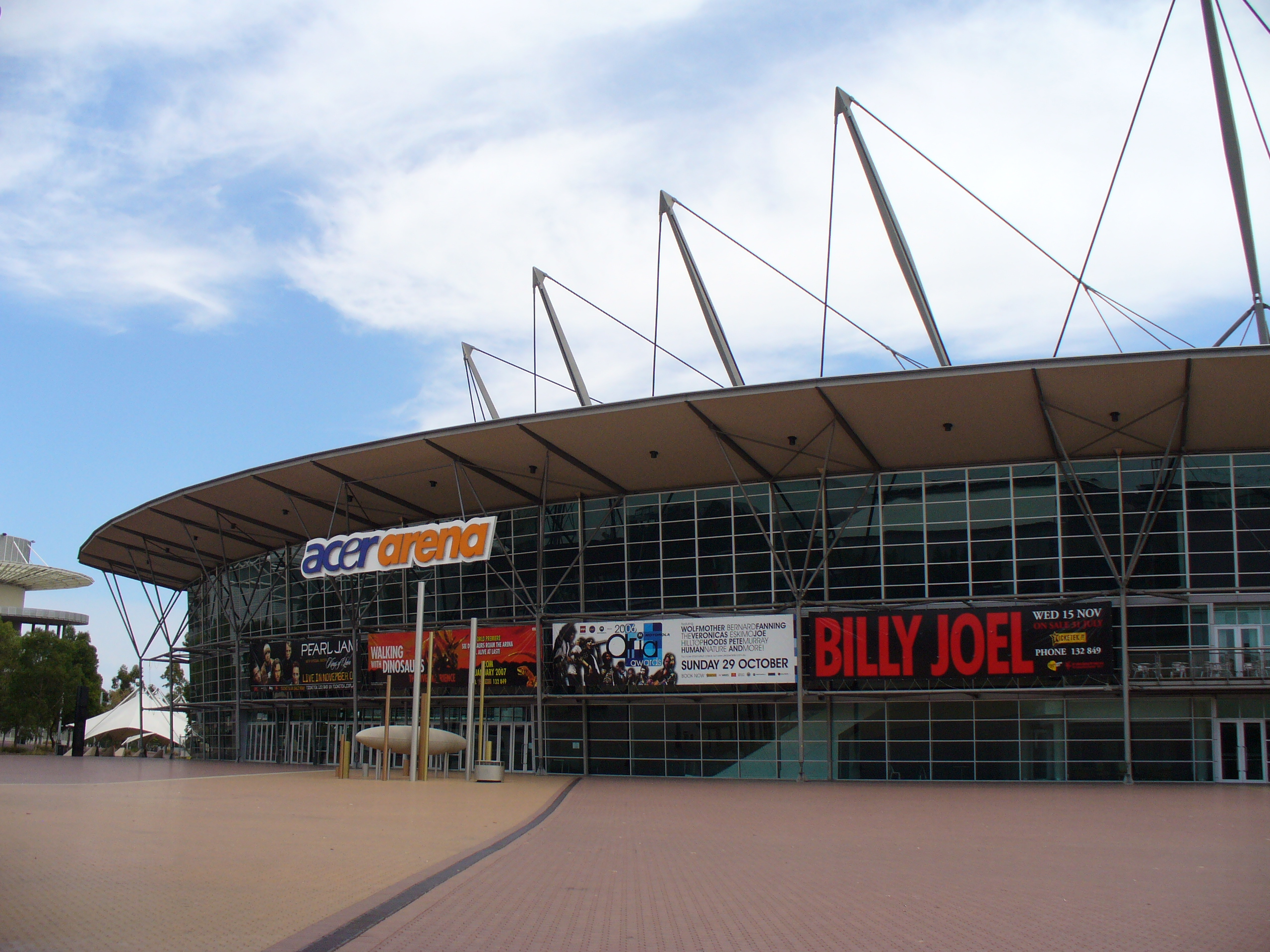
에이서 아레나
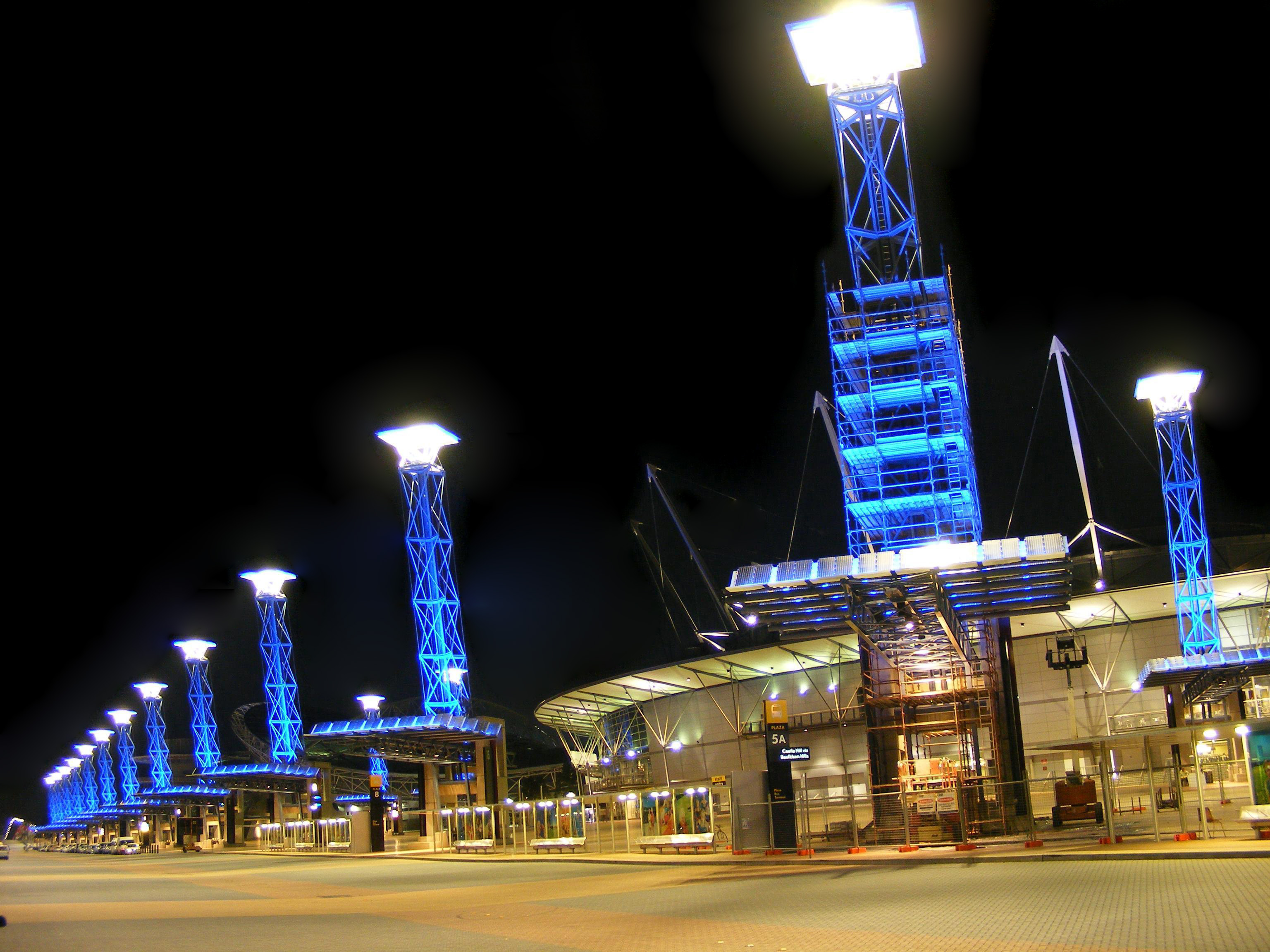
올림픽 공원(야경)
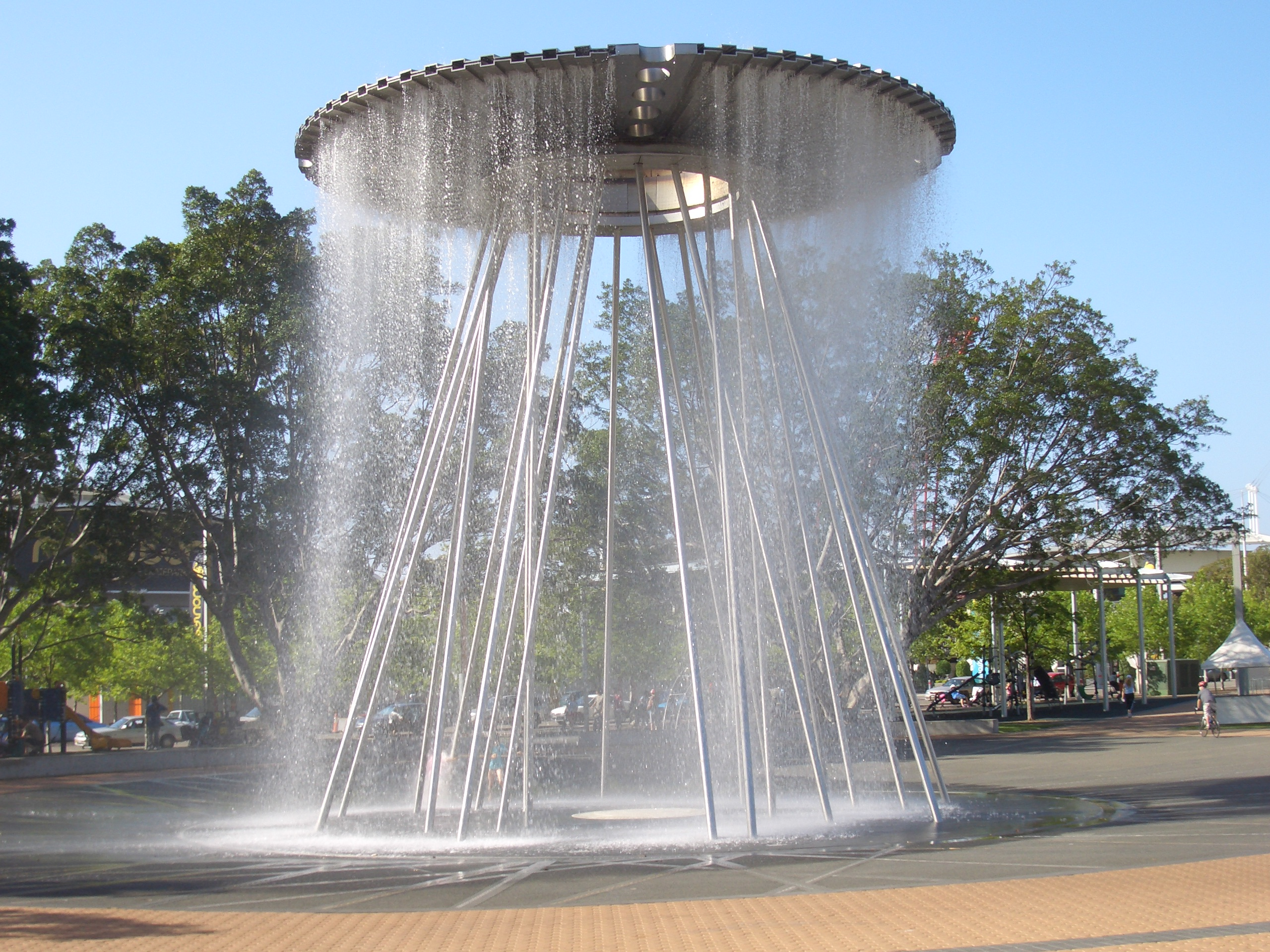
분수
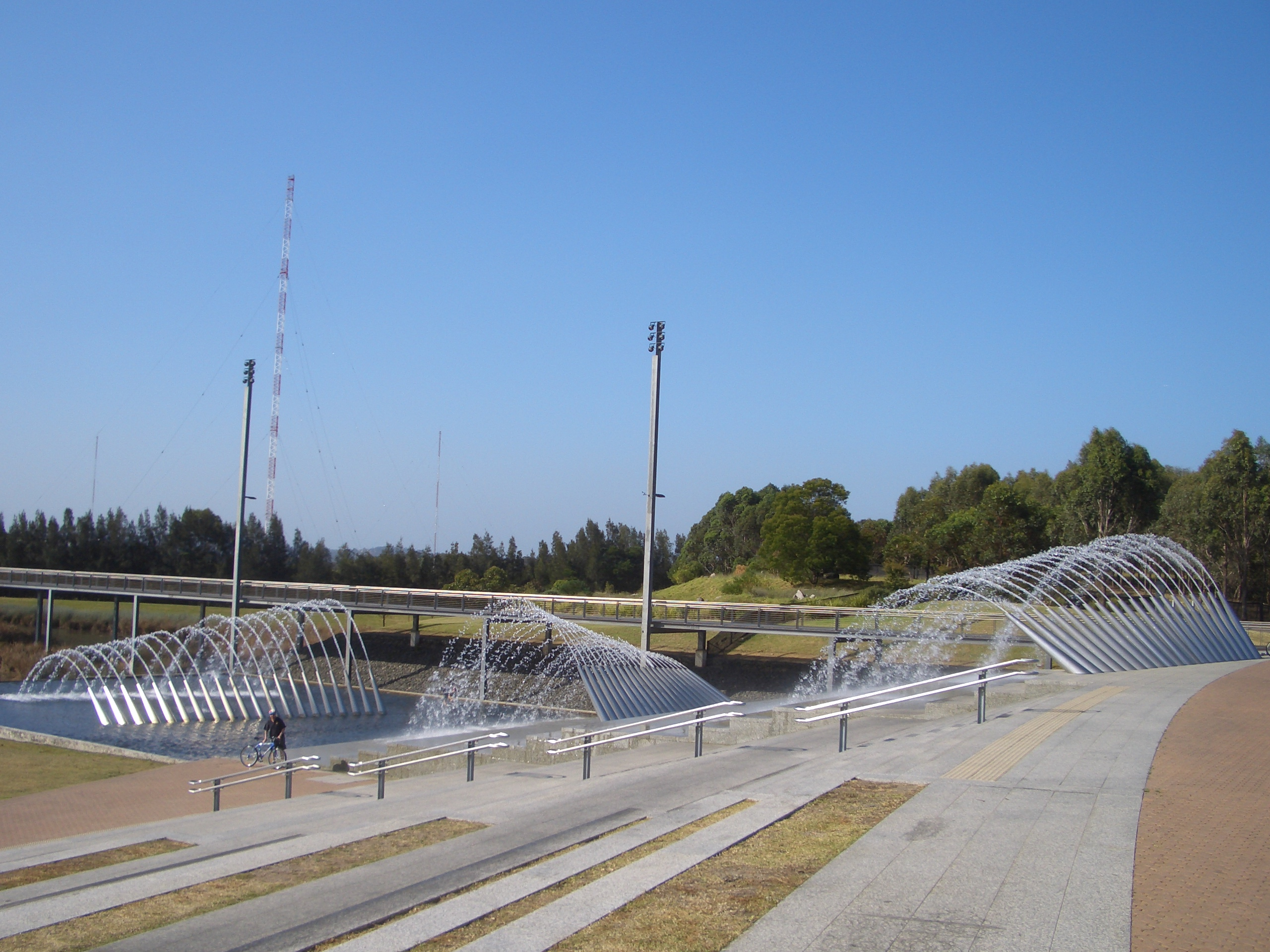
서쪽 지역의 분수
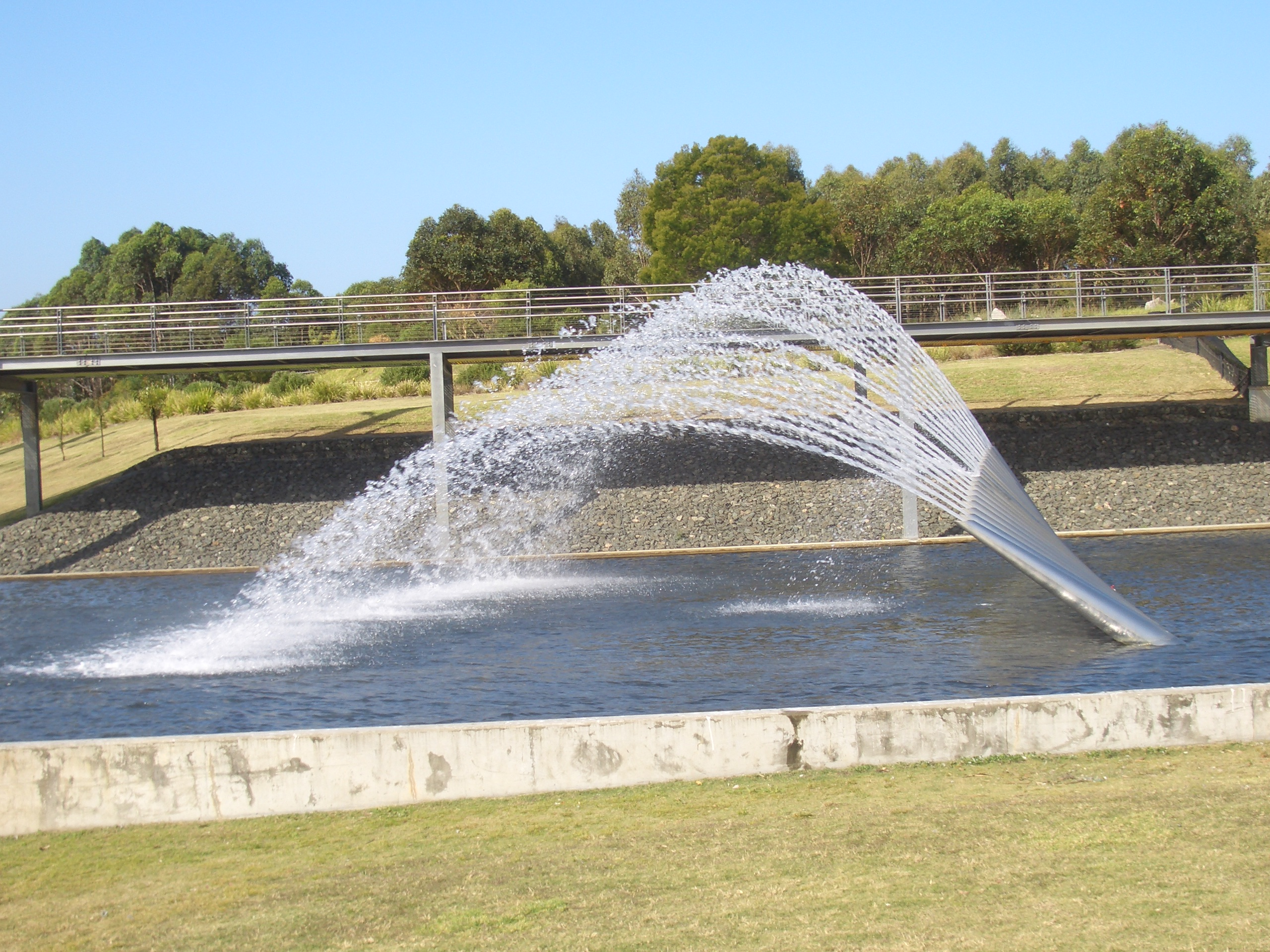
분수
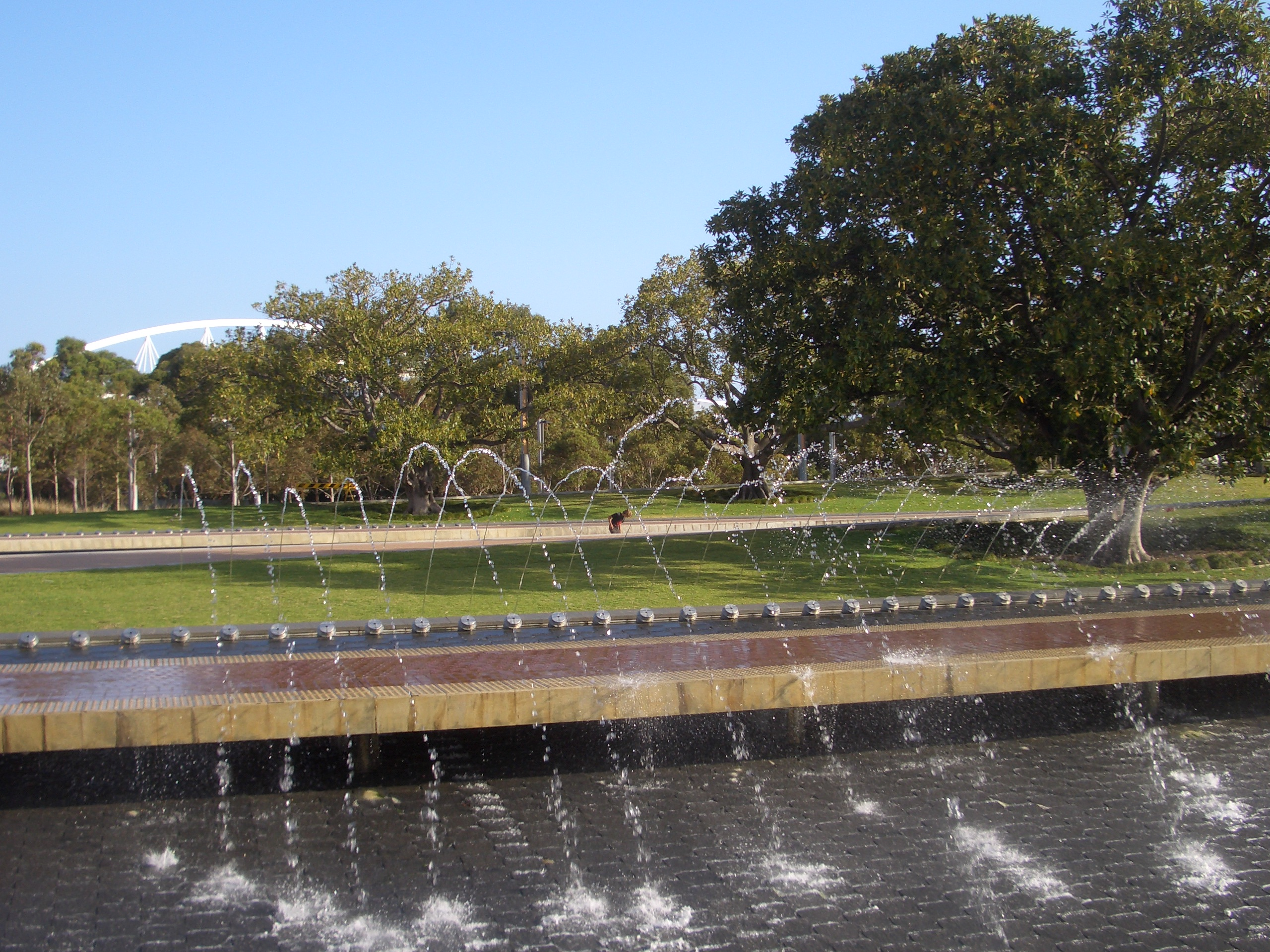
분수
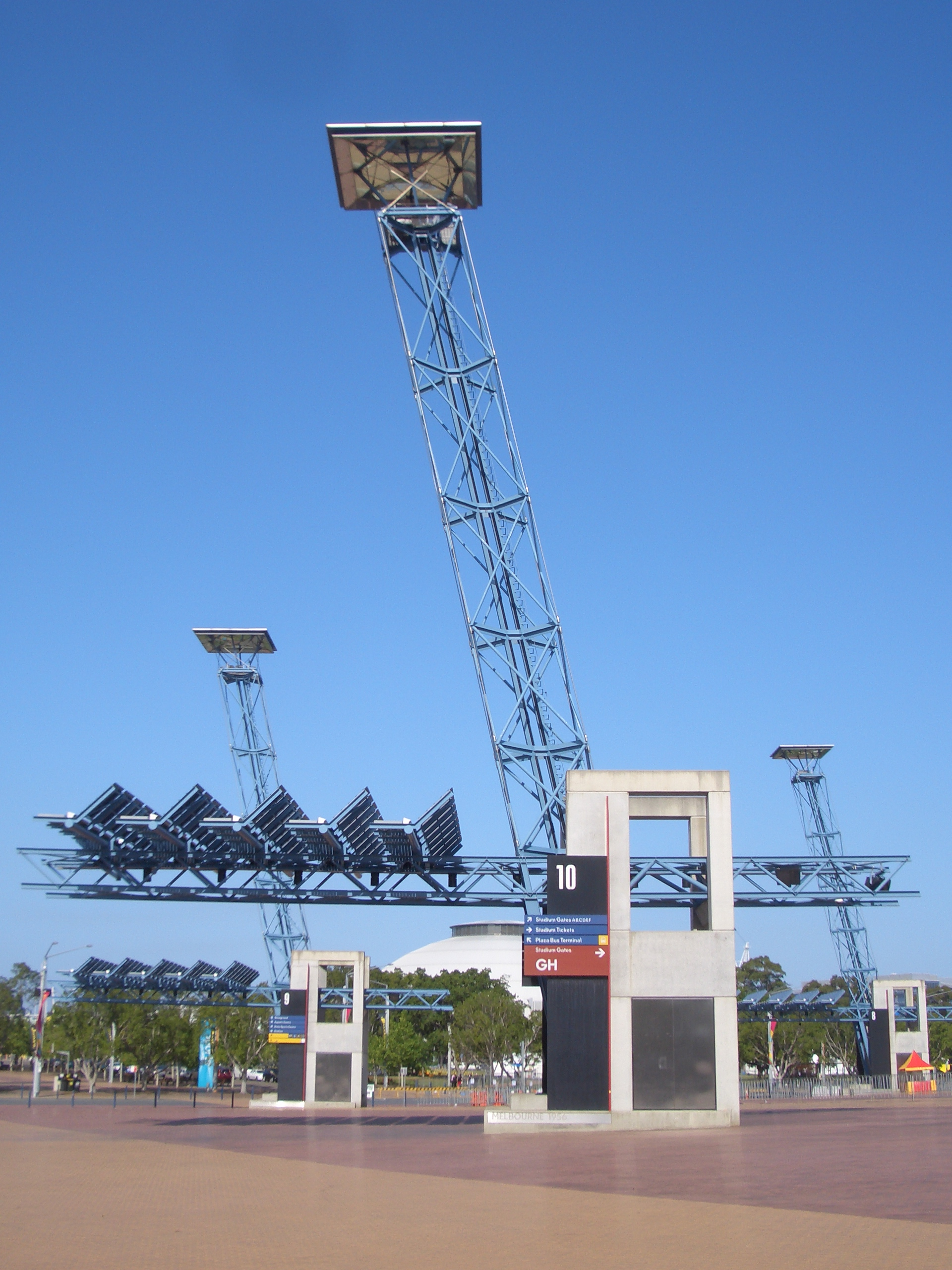
조명탑
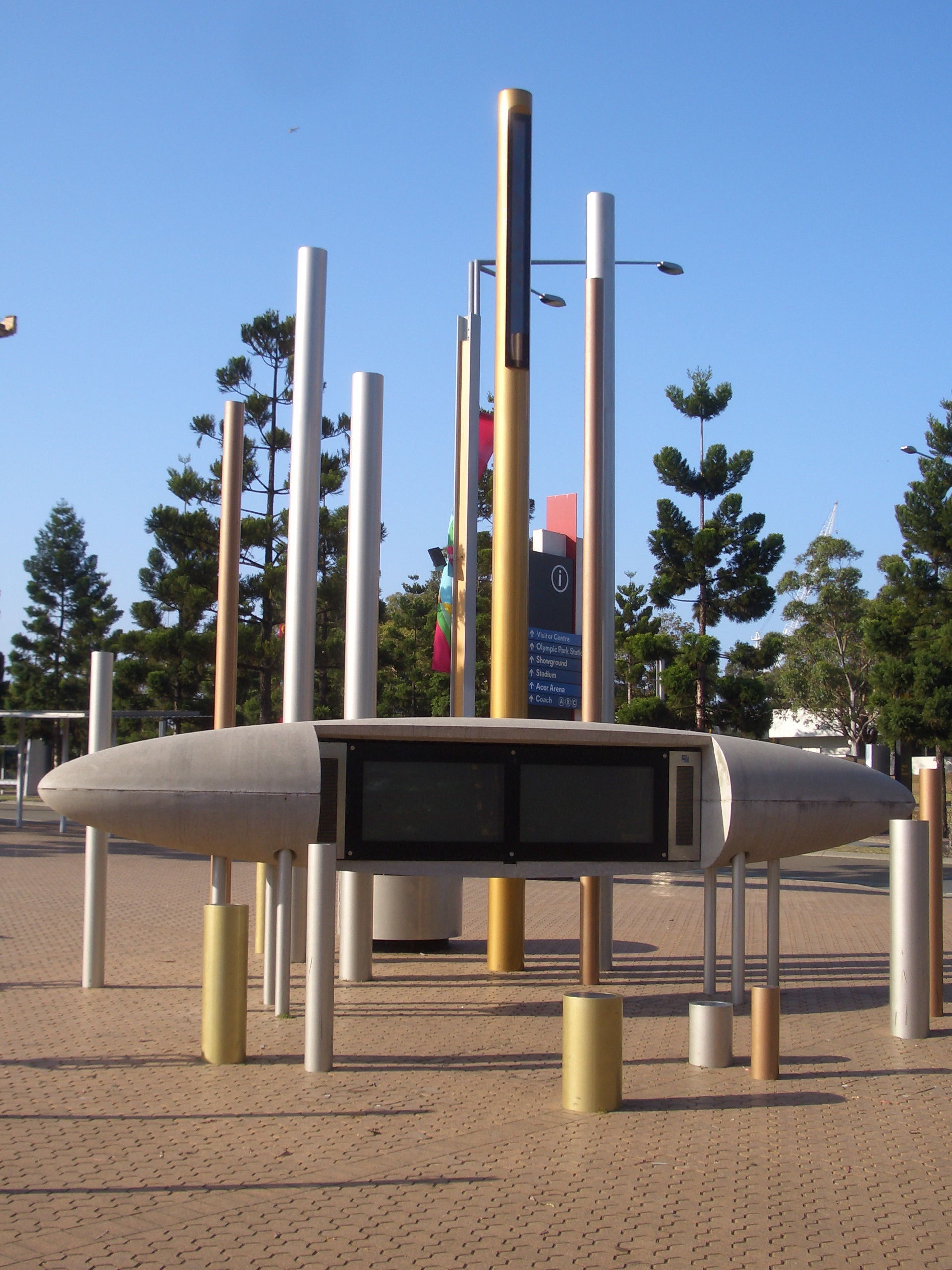
스크린 시설
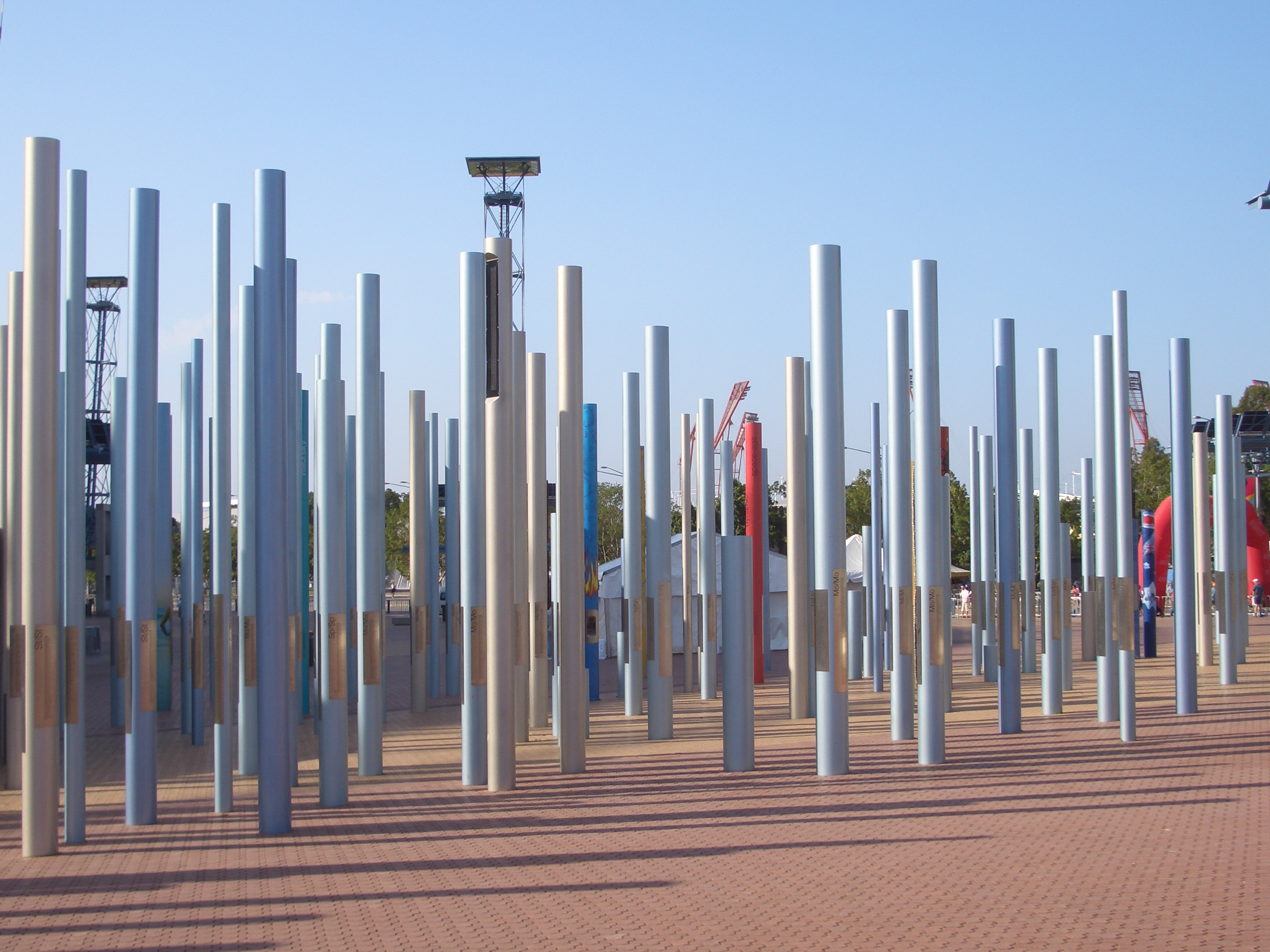
기둥의 숲
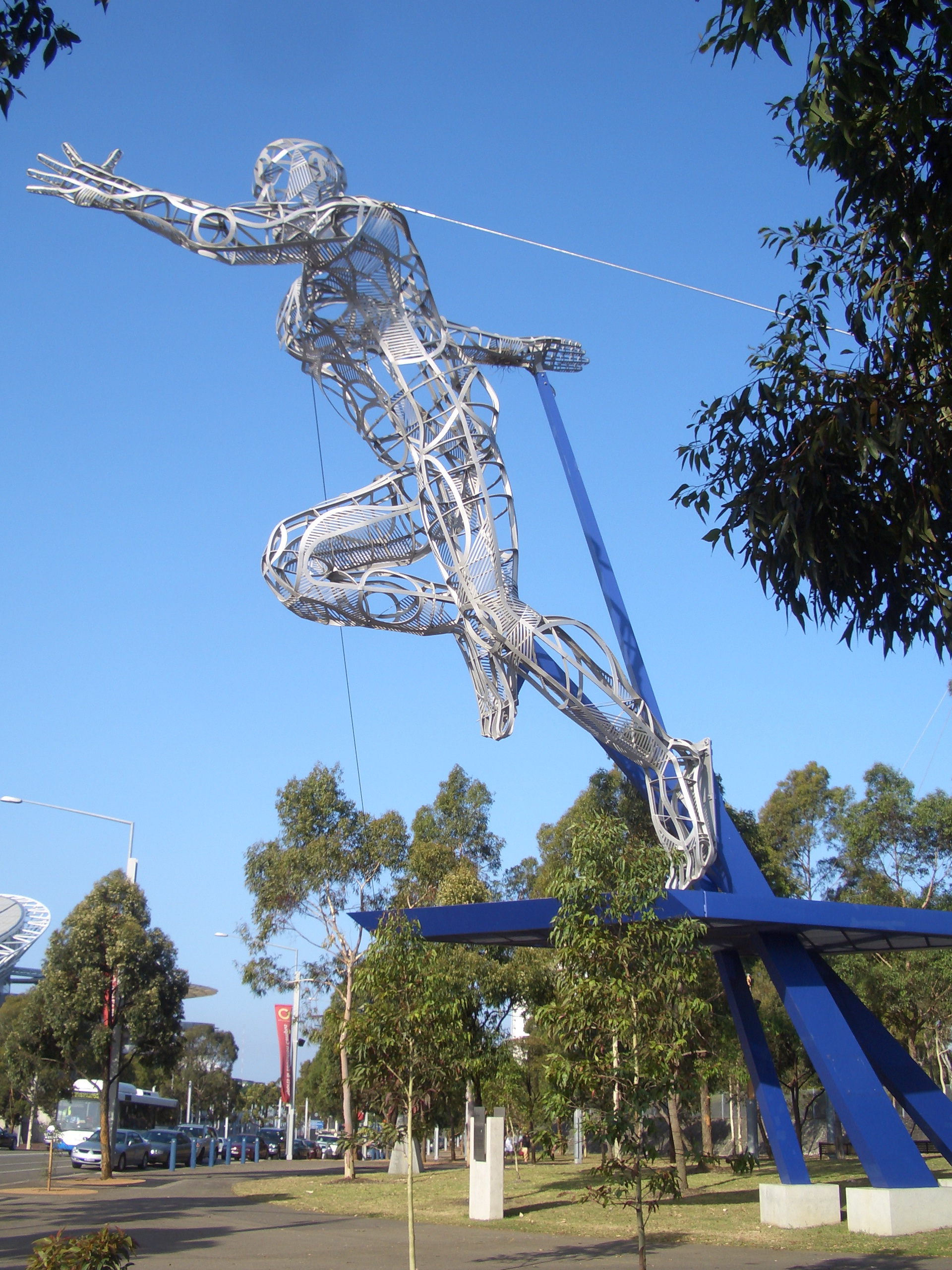
조소 작품
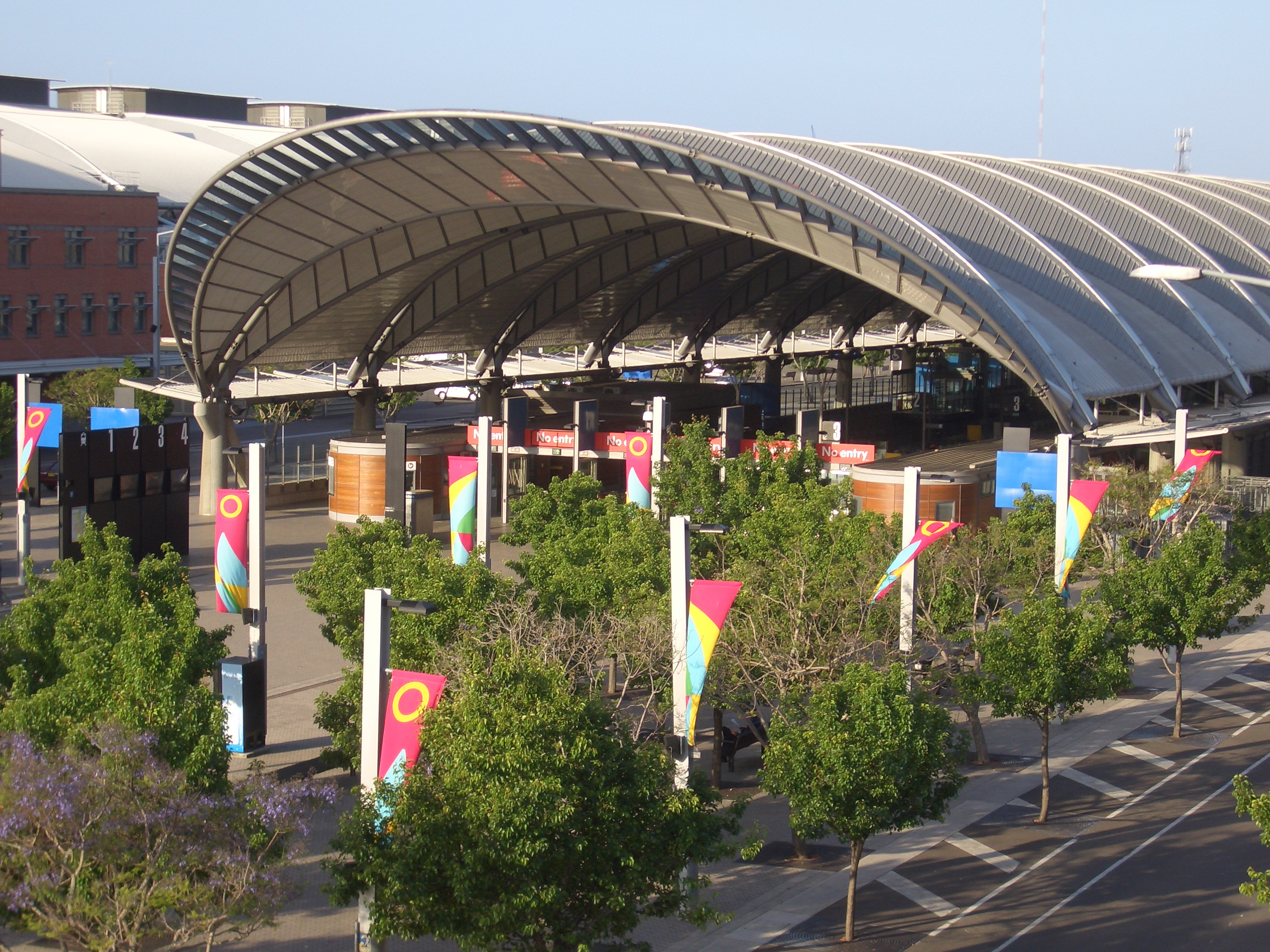
기차역
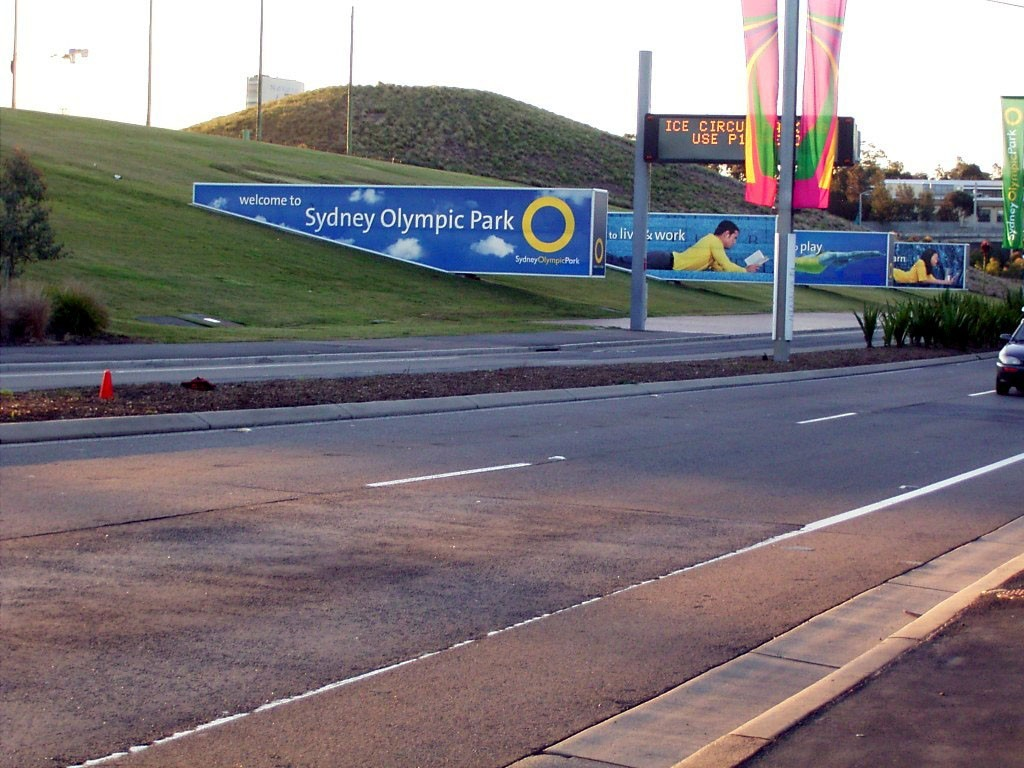
올림픽 공원
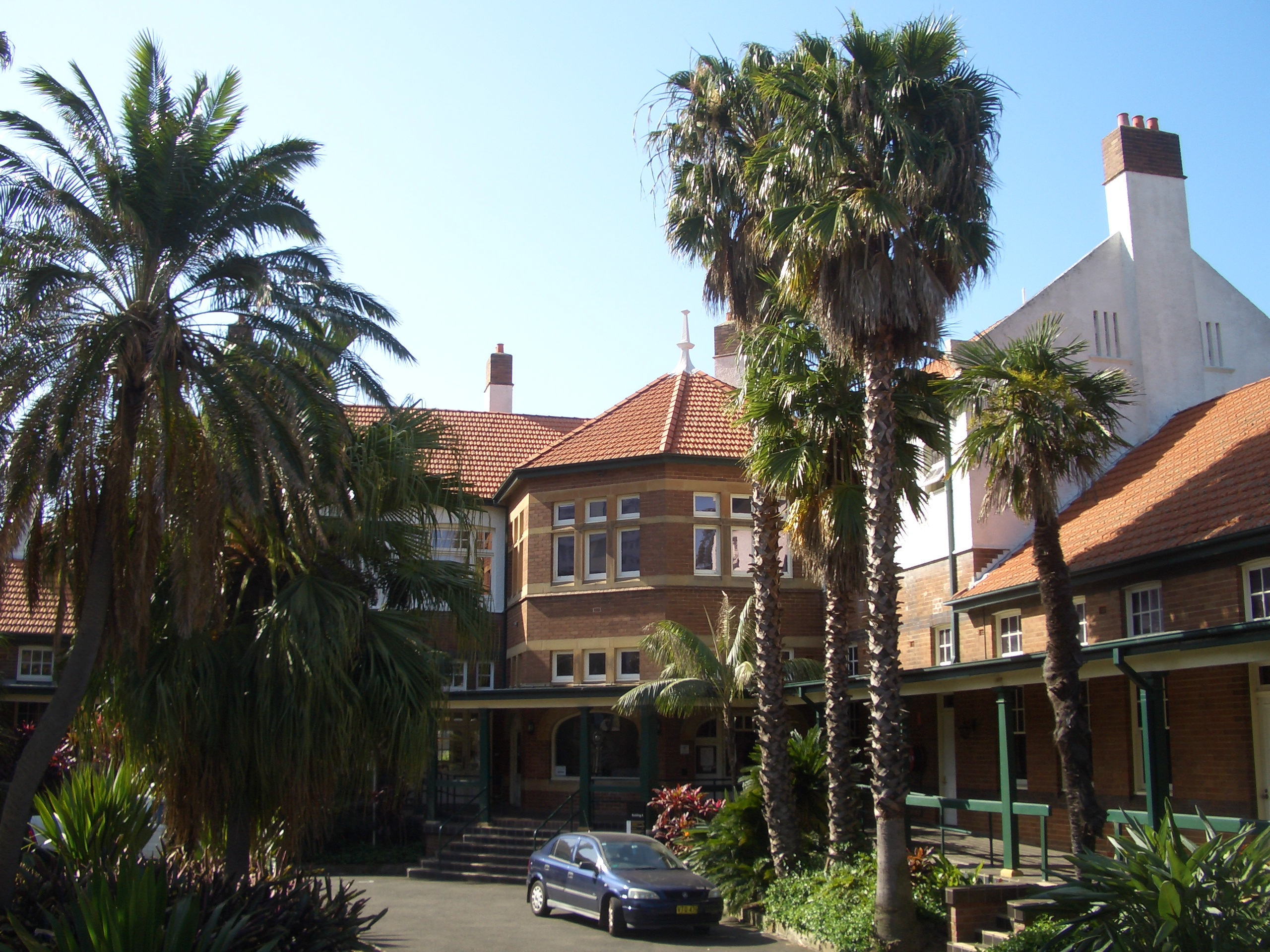
유적지
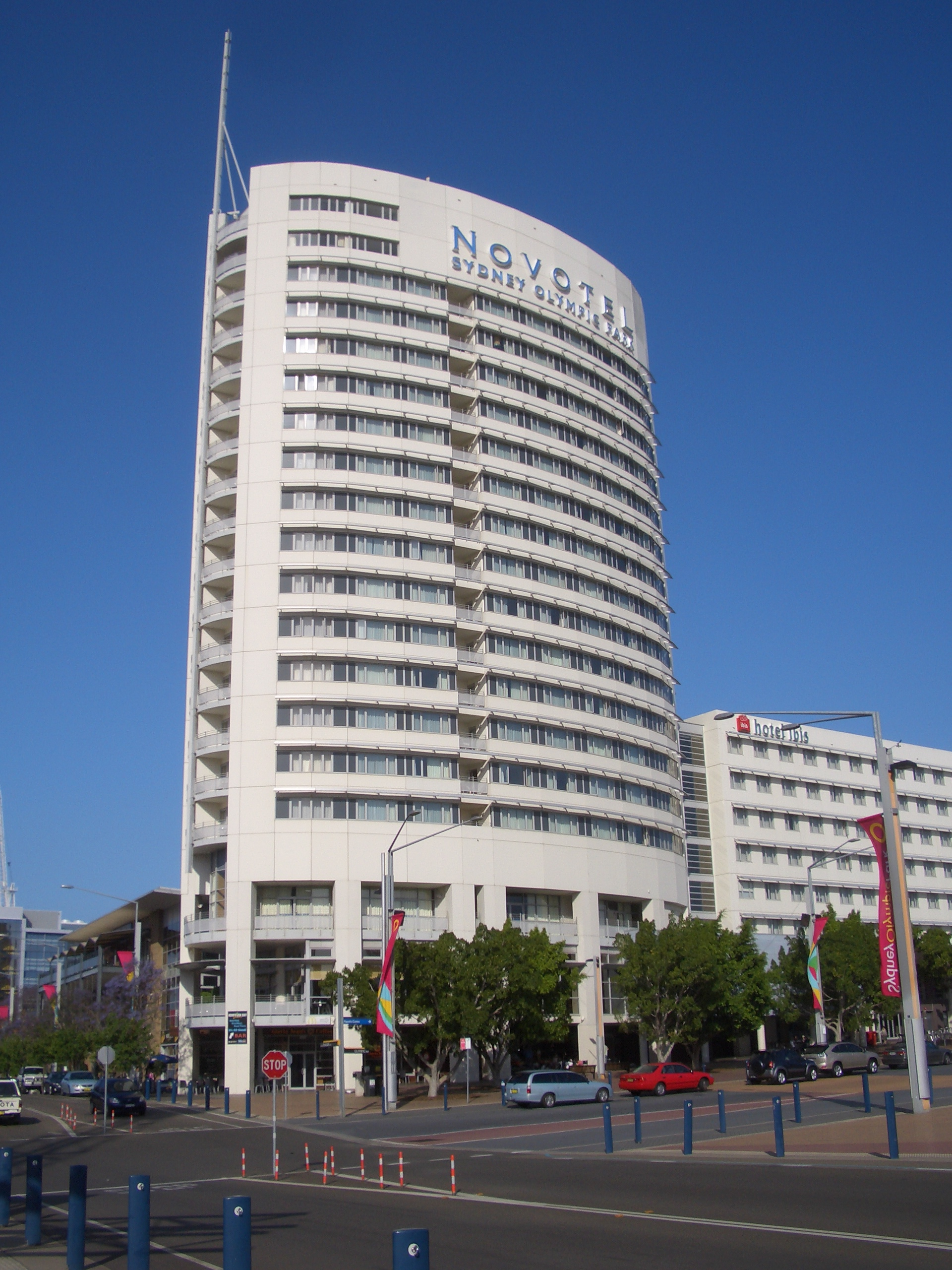
홈부쉬 만 호텔
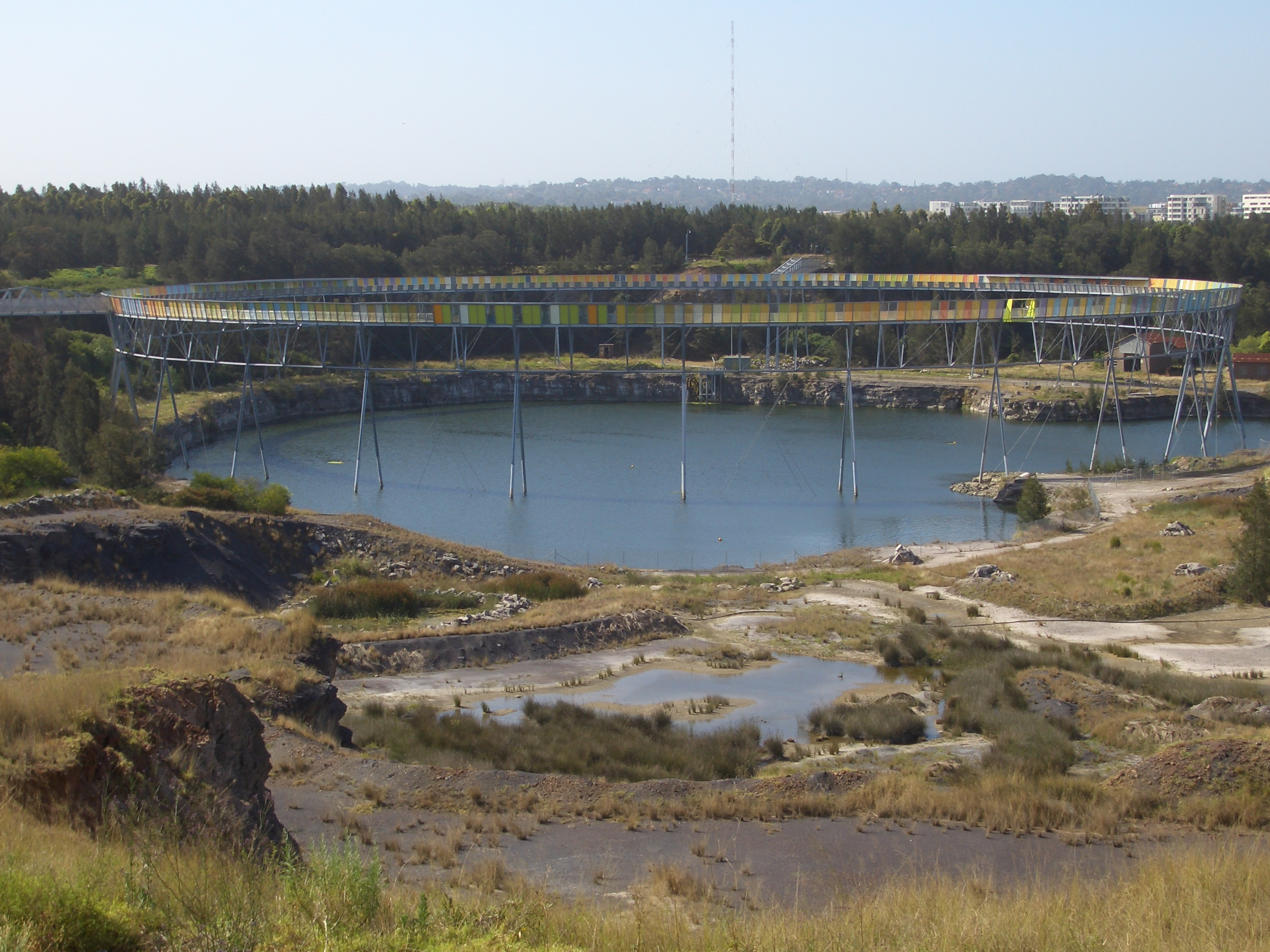
저수지
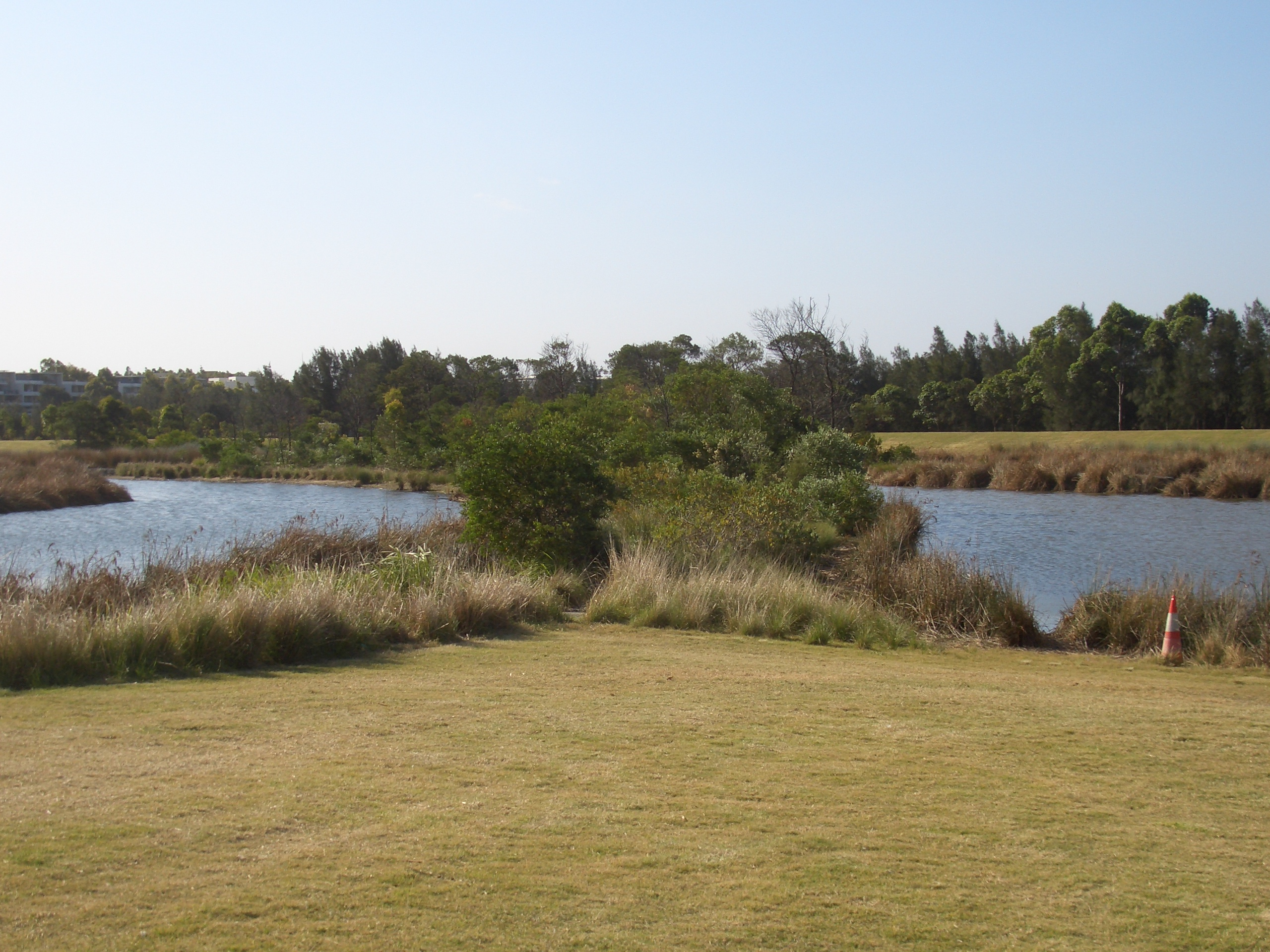
Haslams Creek
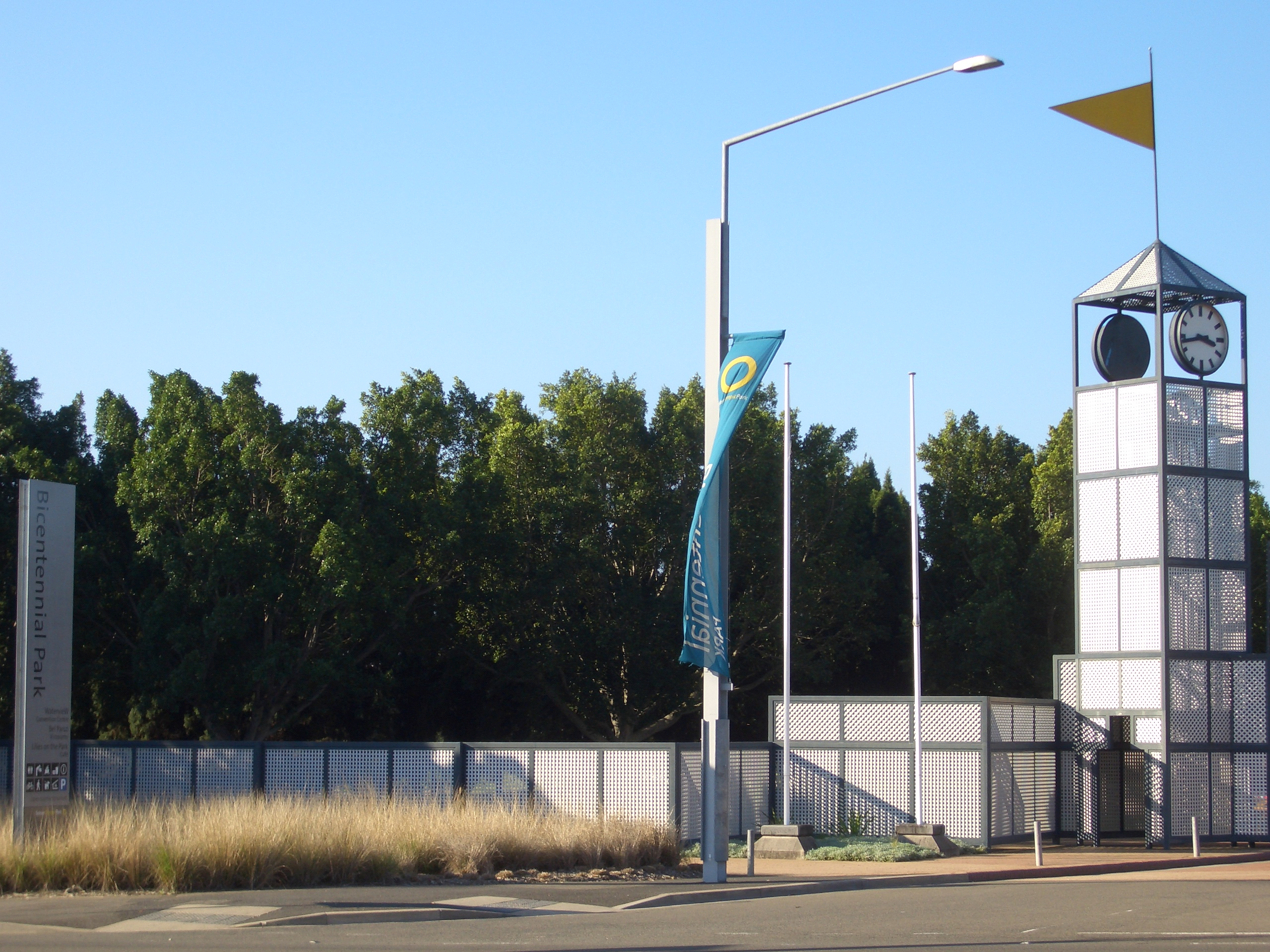
바이센테니얼 파크
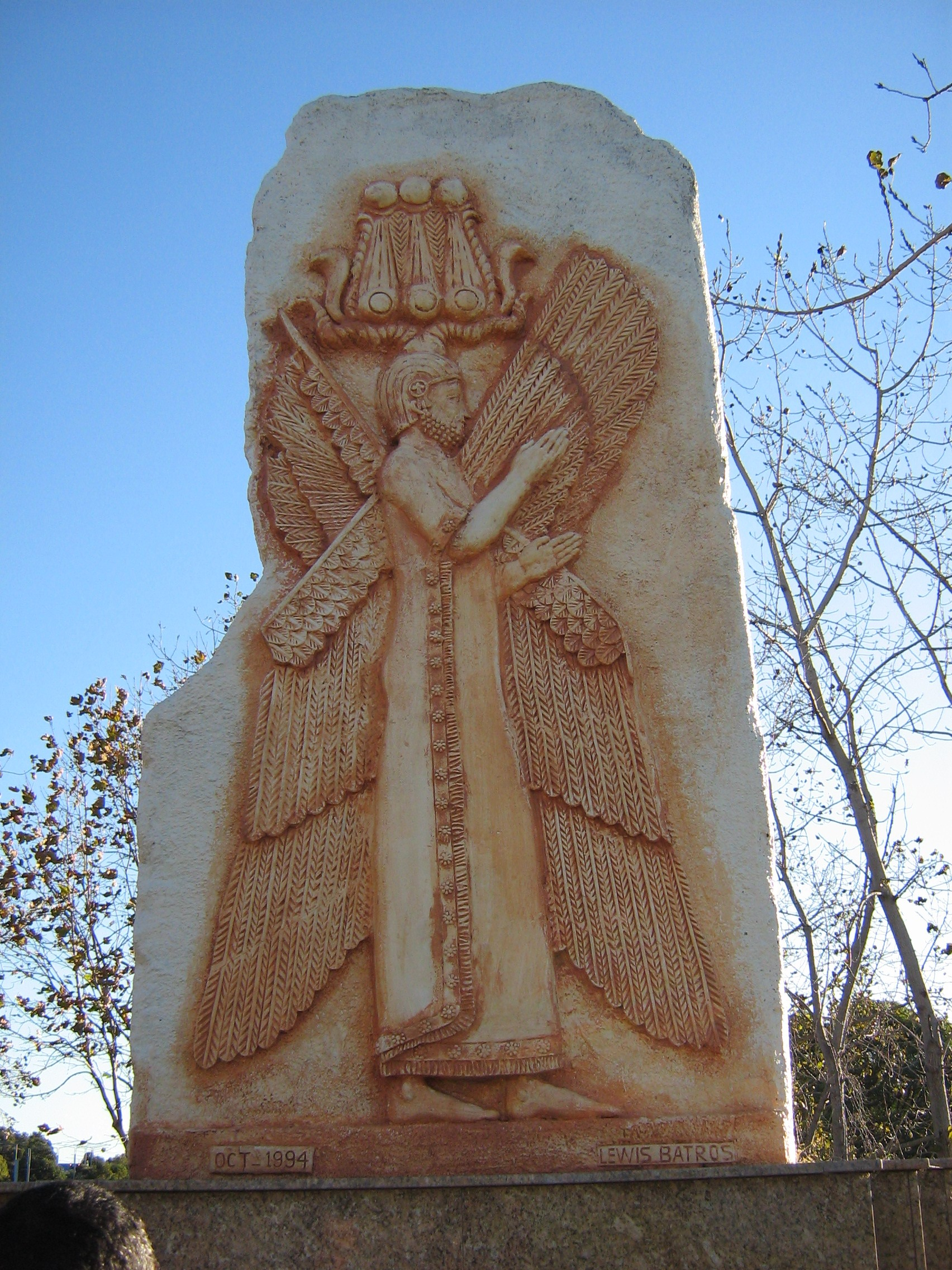
조각상

## 같이 보기
- 서울 올림픽 공원